# Ignacio Coliqueo
Ignacio Coliqueo (Boroa, Chili, 1786 ― Los Toldos, province de Buenos Aires, 1871) était un lonco (chef indien) mapuche boroano.
D’abord rebelle aux autorités de l’Argentine fraîchement indépendante, mais ayant fini par cesser son opposition armée, il fut reconnu Indien ami par ces mêmes autorités et put conduire sa tribu hors de l’Araucanie chilienne vers la province de Buenos Aires. Lui et ses guerriers prêtèrent main-forte au fédéraliste Urquiza lors de la bataille de Cepeda de 1859, mais Urquiza n'ayant pas tenu ses promesses territoriales, Coliqueo se tourna vers le général unitaire portègne Mitre, qui le nomma colonel et lui octroya — pour salaire de sa participation à la bataille de Pavón aux côtés des troupes unitaires victorieuses — plusieurs territoires, d’abord à différents endroits de la province de Buenos Aires, pour enfin l’établir définitivement en 1861 dans une zone dénommée depuis lors Los Toldos (toldo = grande tente d’Indien), dans le partido de General Viamonte. Après sa mort, la communauté mapuche installée à Los Toldos continua d’être appelée « la tribu de Coliqueo ».

## Biographie
Ignacio Coliqueo naquit en 1786 dans la localité de Huincul, près de Boroa, à quelque 700 km au sud de Santiago, dans l’actuelle province chilienne de Temuco. Coliqueo est la forme hispanisée de kolükew, mot de la langue mapudungun signifiant « celui qui est blond ou roux ».
D’origine mapuche ou araucanienne, descendant de Caupolicán, le chef indien qui résista à l’invasion espagnole, il fut désigné lonco (ou cacique) et combattit dans la guerre d’Arauco à la fois contre les autorités chiliennes et contre les gouvernements des Provinces Unies du Río de la Plata (future Argentine), durant les premières décennies suivant l’indépendance de ce pays.
Par la suite toutefois, le lonco Coliqueo s’avisa qu’à long terme, le peuple mapuche ne pouvait que perdre la guerre contre les huincas (litt. ‘voleurs’, désignant les hommes blancs) et chercha donc à conclure un accord avec les gouvernants argentins, en mettant à profit les dissensions internes à l’origine de la longue guerre civile qui sévissait dans le pays. Il passa depuis lors pour un « Indien ami » auprès des autorités argentines.
Début 1820, il décida de quitter Boroa, en compagnie d’autres Boroanos, incité en cela par de siens parents et amis habitant déjà dans les régions pampéennes, et se mit en route en direction des Salinas Grandes, zone de dépressions sise à cheval sur les actuelles provinces de Buenos Aires et de La Pampa.
En 1829, il transféra sa tribu vers les environs de Masallé, dans la zone de Carhué, au milieu des dunes entourant le lac Epecuén.
Le 9 septembre 1834, Ignacio Coliqueo put échapper au massacre mené à Masallé contre les Boroanos par le lonco mapuche Calfucurá, puis, ayant trouvé refuge chez les Ranquels de Yanquetruz sur le lac Pubué, entra en relation avec le colonel unitaire Manuel Baigorria, qui vivait parmi les Ranquels et qui deviendra plus tard son gendre.
À la suite de la bataille de Caseros du 3 février 1852, qui vit la défaite du gouverneur fédéraliste de Buenos Aires Juan Manuel de Rosas, le prestigieux lonco Calfucurá convoqua toutes les communautés mapuches et les appela à la guerre contre le blanc, sous la devise « la terre indienne aux Indiens ». Bien que Calfucurá eût proposé à Coliqueo d’être son second, celui-ci repoussa cette offre et refusa, sous l’influence de son gendre unitaire Manuel Baigorria, d’entrer en guerre contre les unitaires.
Coliqueo et Baigorria engagèrent des négociations avec le fédéraliste Justo José de Urquiza, pour lors président de la Confédération argentine, et, s’étant joints à son armée confédérée, combattirent victorieusement à la bataille de Cepeda du 23 octobre 1859, dans le sud de la province de Santa Fe (à la frontière avec la province de Buenos Aires), en contrepartie de l’octroi par le nouveau gouvernement de terres pour la tribu de Coliqueo.

Le partido de General Viamonte (partido), où se situe la localité de Los Toldos.

Urquiza n’ayant pas respecté les termes de ce pacte, Coliqueo en conclut un autre avec le général unitaire Bartolomé Mitre, qui leur concéda le droit de posséder un territoire. En 1861, Mitre le reconnut « cacique principal des Indiens amis et colonel de l’armée nationale ». La tribu de Coliqueo se rendit ensuite d’abord à Rojas, puis alla s’établir provisoirement à Laguna de Gómez, dans le partido de Junín, près de Lincoln.
Peu après, Mitre convoqua Coliqueo et ses guerriers, lesquels, requis de combattre contre Urquiza, prirent part à la bataille de Pavón de 1861 et contribuèrent dans une large mesure à faire basculer le sort des armes en faveur des troupes portègnes. Le nouveau gouvernement argentin leur accorda alors des territoires dans les partidos de Junín, sur les bords du lac Mar Chiquita, et d’Arenales. Peu après cependant, le gouvernement décida de les transférer à nouveau et de les fixer dans l’actuelle zone de Los Toldos, où la terre était de moindre qualité et l’eau plus salée. Les terres auparavant occupées par la communauté de Coliqueo furent alors données en concession à des exploitants agricoles privés. Coliqueo avait pour mission de défendre la frontière entre les partidos de Mercedes et de Bragado.
L’habileté de Coliqueo se manifesta également en ceci qu’il réussit à faire adopter le décret-loi no 474 du 29 septembre 1866, lequel décret vaut titre de propriété légal sur les terres de sa communauté.

« Article premier : Il est accordé au cacique Coliqueo et à sa tribu, sans préjudice à tiers, la propriété des deux lieues de terres qu’ils occupent jusqu’à cette date.

Article deuxième : Ni le cacique susdésigné, ni sa tribu ne pourront aliéner tout ou partie desdites terres qu’au terme de dix années suivant la promulgation de la présente loi, moyennant autorisation préalable du Gouvernement. »

Coliqueo s’éteignit peu de temps plus tard, le 16 février 1871, à l’âge de 85 ans.